# Cirrhochrista cyclophora
Cirrhochrista cyclophora là một loài bướm đêm trong họ Crambidae.